# ルナ8号
ルナ8号（ロシア語：Луна-8、ラテン文字表記の例：Luna 8）は、ソビエト連邦が打ち上げた無人月探査機。世界初の月面への軟着陸を目指したが、着陸前の減速に失敗したため月に衝突した。

## 設計
詳細は同型機のルナ9号を参照
ルナ8号は着陸機と飛行ステージから構成されていた。着陸機は月への軟着陸を行う球形のカプセルで、エアバッグを用いて着陸し、月面のパノラマ写真を撮影し送信する予定だった。飛行ステージには減速用の逆噴射ロケットエンジンが搭載され、着陸前に探査機を減速した。ルナ8号全体の長さは2.7m、質量は1550kgだった。

## 飛行
1965年12月3日、ルナ8号はモルニヤロケットによってバイコヌール宇宙基地から打ち上げられた。探査機はまず地球を周回する低軌道に投入され、続いて打ち上げロケット最上段の噴射によって月へ向かう軌道に乗った。月へ辿り着いたルナ8号は着陸に向けて減速を始めたが、逆噴射ロケットの噴射開始が遅かったため十分に減速することができず、月面に激突して失われた。衝突地点は嵐の大洋だった。
当時のソ連はアメリカに先駆けて月へ探査機を軟着陸させようと躍起になっていた。月への軟着陸を目指した探査機としてルナ4号から9号があるが、8号までは全て失敗に終わった。